# La Concordia (Chiapas)
La Concordia es la cabecera del municipio de La Concordia, un municipio perteneciente a la Región de la Fraylesca en el estado sureño de Chiapas, en México. 

## Historia
El pueblo se fundó el 14  de febrero de 1849. Se estableció entonces la demarcación de calles y predios destinados a viviendas y edificios religiosos y administrativos. El municipio de La Concordia, se creó en 1870 y la localidad fue designada como su cabecera. Como consecuencia de los conflictos y revueltas de fines de la primera década del siglo XX, la localidad fue abandonada durante algunos años y reconstruida y repoblada nuevamente hacia 1920.

Hacia 1976, la construcción y puesta en operación de la Central Hidroeléctrica Belisario Domínguez obligó a trasladar a la población a un nuevo emplazamiento, en una cota más elevada.

## Geografía
La localidad está ubicada en la posición 16°6′59″N 92°41′18″O / 16.11639, -92.68833, a una altitud de 541 m s. n. m.
Según la clasificación climática de Köppen, el clima corresponde al tipo Aw - Tropical seco.

## Demografía
Cuenta con 8389 habitantes lo que representa un incremento promedio de 0.96% anual en el período 2010-2020 sobre la base de los 7641 habitantes registrados en el censo anterior. Ocupa una superficie de  3.217 km², lo que determina al año 2020 una densidad de 2608 hab/km².
| Gráfica de evolución demográfica de La Concordia entre 2000 y 2020 |
|                                                                    |
| Fuente: Instituto Nacional de Estadística Geografía e Informática  |

En el año 2010 estaba clasificada como una localidad de grado alto de vulnerabilidad social.
La población de La Concordia, está mayoritariamente alfabetizada (9.24% de personas analfabetas al año 2020) con un grado de escolarización en torno de los 8 años. Solo el 2.61% de la población es indígena.